# علي صباح السالم الصباح
الشيخ علي صباح السالم الصباح (1948 - 13 أبريل 1997)، وزير الداخلية الكويتي الأسبق، وهو الابن الثاني لأمير الكويت الثاني عشر الشيخ صباح السالم الصباح من زوجته الشيخة نورية الأحمد الجابر الصباح، توفي بأزمة قلبية مفاجئة في عام 1997 في لندن.

## حياته العلمية والعملية
- تخرج من أكاديمية ساندهيرست العسكرية الملكية عام 1970. كما إنه درس في جامعة الكويت بكلية الآداب قسم اللغة الإنجليزية.
- ببداية عمله كان ضابطًا في المغاوير ثم ضابط بالكلية العسكرية ثم عمل مدربًا في قوات المغاوير، وأصبح بعدها رائد ركن في رئاسة الأركان في الجيش الكويتي.
- بعام 1986 عين محافظًا لمحافظة الأحمدي، وتولى رئاسة اللجنة الأمنية في الخفجي طيلة فترة الغزو العراقي للكويت عام 1990.
- في 20 أبريل 1991 عين وزيرًا للدفاع، وبتاريخ 17 أكتوبر 1992 وبعد إجراء انتخابات مجلس الأمة أعيد تعينيه وزيرًا للدفاع. وفي 13 أبريل 1994 وبتعديل وزاري عين وزيرًا للداخلية. وبتاريخ 3 سبتمبر 1996 عين وزيرًا للشؤون الاجتماعية والعمل بالإضافة لعمله وزيرًا للداخلية وذلك لفترة محدودة بسبب استقالة وزيرها لرغبته بخوض الانتخابات التشريعية، وبعد الانتخابات خرج من الحكومة.

## حياته العائلية
متزوج من الشيخة مريم ناصر صباح الصباح، ولهما من الأبناء:
- الشيخ ثامر (وزير الداخلية الكويتي).
- الشيخة ريم.
- الشيخة سارة.
- الشيخة نور.
- الشيخة فرح.